# Brody (gmina w województwie lubuskim)
Brody – gmina miejsko-wiejska w województwie lubuskim, w powiecie żarskim. W latach 1975–1998 gmina położona była w województwie zielonogórskim.
Siedziba gminy to Brody.
Według danych z 30 czerwca 2004 gminę zamieszkiwały 3482 osoby.

## Ochrona przyrody
Na obszarze gminy znajdują się następujące rezerwaty przyrody:
- częściowo rezerwat przyrody Uroczysko Węglińskie – chroni naturalny, wielogatunkowy starodrzew;
- częściowo rezerwat przyrody Żurawno – chroni fragment leśnego ekosystemu nizinnego ze stanowiskami rzadkich gatunków roślin i zwierząt;
- rezerwat przyrody Woskownica – chroni stanowisko woskownicy europejskiej (Myrica gale).

## Struktura powierzchni
Według danych z roku 2002 gmina Brody ma obszar 240,36 km², w tym:
- użytki rolne: 26%
- użytki leśne: 64%

Gmina stanowi 17,25% powierzchni powiatu.

## Demografia

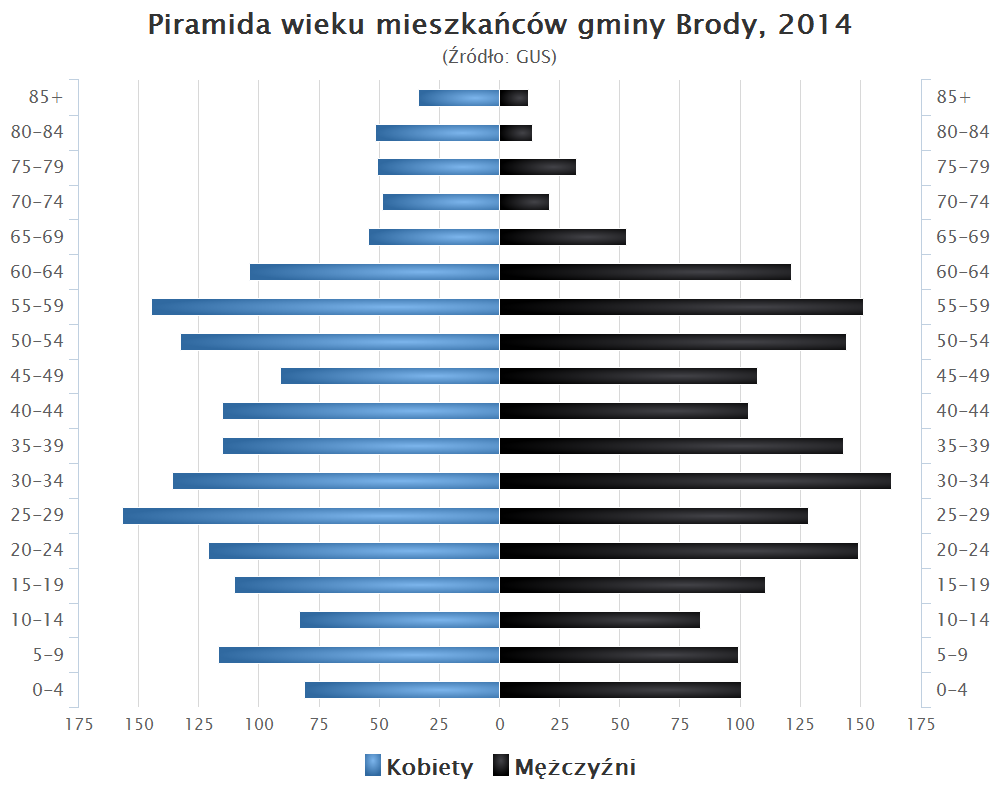
Piramida wieku mieszkańców gminy Brody w 2014 roku

Dane z 30 czerwca 2004:
| Opis                              | Ogółem | Ogółem | Kobiety | Kobiety | Mężczyźni | Mężczyźni |
| --------------------------------- | ------ | ------ | ------- | ------- | --------- | --------- |
| jednostka                         | osób   | %      | osób    | %       | osób      | %         |
| populacja                         | 3482   | 100    | 1771    | 50,9    | 1711      | 49,1      |
| gęstość zaludnienia (mieszk./km²) | 14,5   | 14,5   | 7,4     | 7,4     | 7,1       | 7,1       |

## Sołectwa
Biecz, Brody, Datyń, Grodziszcze, Jałowice, Janiszowice, Jasienica, Jeziory Dolne, Jeziory Wysokie, Koło, Kumiałtowice, Marianka,
Nabłoto, Suchodół, Wierzchno, Zasieki.

## Pozostałe miejscowości
Lasek, Proszów, Żytni Młyn.

## Sąsiednie gminy
Gubin, Lubsko, Trzebiel, gmina Tuplice. Gmina sąsiaduje z Niemcami.

## Miasta partnerskie
- Forst (Lausitz)  Niemcy
- Lubsko  Polska